# Diribitor
Diribitor (em latim: Diribitor) era, na Roma Antiga, o título dos oficiais que davam aos cidadãos a lista (tabella) com a qual votavam na Assembleia das centúrias e também os que contavam os votos. Segundo Wunder no prefácio de seu Código Eufurtense (Codex Erfurtensis), o termo diribitor origina-se, etimologicamente, da palavra latina diribere que pode significar "separação" ou "divisão". Segundo os autores clássicos, os diribitores tinham como sede o Diribitório, local onde os votos eram contados. Segundo William Smith, quando Cícero menciona, nesta ordem, "vos rogatores, vos diribitores, vos custodes tabellarum,", ele está aludindo a ordem em que estes oficiais atuaram na assembleia. Assim, os rogadores (rogatores) coletavam as listas fornecidas por cada centúria, e reportavam-os para o magistrado que presidia a assembleia. Então, os diribitores dividiam os votos e entregavam-os aos custodes, que os checavam ao marcarem pontos sobre a lista.